# Ceropachylinus granulosus
Genre
Espèce
Ceropachylinus granulosus, unique représentant du genre Ceropachylinus, est une espèce d'opilions laniatores de la famille des Gonyleptidae.

## Distribution
Cette espèce est endémique de la province du Guayas en Équateur. Elle se rencontre vers Guayaquil.

## Description
Le mâle holotype mesure 5 mm.

## Publication originale
- Mello-Leitão, 1943 : « Arácnidos recogidos en el Ecuador y el Perú por la Señora H. E. Frizell Don. » Comunicaciones zoologicas del Museo de Historia natural de Montevideo, vol. 1, p. 1–8.